# Yūto Takeshita
Yūto Takeshita (jap. 竹下雄登 Takeshita Yūto; ur. 17 czerwca 2000) – japoński zapaśnik walczący w stylu wolnym. Brązowy medalista mistrzostw Azji w 2021. Mistrz Azji juniorów w 2019. Wicemistrz Japonii w 2020 roku.